# Музыкант-чародей (сказка)
«Музыкант-чародей» (также «Музыкант-волшебник» и «Музыка-чародейник», бел. Музыка-чарадзей) — белорусская народная сказка.

## Сюжет
В сказке рассказывается об одном парне, который с детства был мастером на дудочке и на других инструментах играть. Встав взрослым музыкантом, сделал себе скрипку и вышел в свет — везде люди радовались ему и его игре: и накормят его, и напоят, а также денег в дорогу дадут. Только паны были не рады музыканту — был он им своей музыкой и добротой как кость в горле. Задумали они его убить, но добровольца среди людей на это не нашлось. Тогда обратились они к чертям.
Те однажды напустили на музыканта в лесу двенадцать голодных волков. Но и здесь выручила его игра на скрипке — волки ушли. Вечером сел юноша на речном берегу, достал из котомки скрипку и заиграл — даже водяной царь в пляс пустился, что очень разозлило чертей. На следующий день пошёл он дальше и встретил двух паничей, которые пригласили его поиграть в их дворце.
В дворцовом зале увидел музыкант много паничей и панночек, а в центре на столе стоит какая-то большая чашка, в которую панские дети суют свои пальцы и мажут себе глаза. Подошел к миске и музыкант, намочил палец, помазал свои глаза и сразу увидел, что не панночки и паничи, а ведьмы и черти, находятся не во дворце, а в аду. Тут достал он скрипку, ударил смычком по струнам — все в аду в прах разлетелось, а черти с ведьмами разбежались, кто куда.

## В культуре
По мотивам сказки на студии «Беларусьфильм» был создан мультипликационный фильм «Музыкант-чародей».